# Kakera
Pour plus de détails, voir Fiche technique et Distribution.
Kakera (カケラ) est un film japonais réalisé par Momoko Andō, sorti en 2009.

## Synopsis
Haru, une étudiante, frustrée par une relation médiocre avec un petit ami négligent, commence à entretenir une liaison avec Riko, une prothésiste bisexuelle.

## Fiche technique
- Titre : Kakera
- Titre original : カケラ
- Titre anglais : Kakera: A Piece of Our Life
- Réalisation : Momoko Andō
- Scénario : Momoko Andō d'après le manga d'Erica Sakurazawa
- Musique : James Iha
- Photographie : Hirokazu Ishii
- Montage : Jun'chi Masunaga
- Production : Sakura Momoyama et Keiko Watanabe
- Société de production : Pictures Dept. et Zero Pictures
- Pays :  Japon
- Genre : Drame et romance
- Durée : 107 minutes
- Dates de sortie : 
  -  France : 7 octobre 2009 (Festival de Raindance)
  -  Japon : 3 avril 2010

## Distribution
- Hikari Mitsushima : Haru
- Eriko Nakamura : Riko
- Ken Mitsuishi : le père de Riko
- Tasuku Nagaoka : Ryota
- Rino Katase : Toko
- Ryû Morioka : Tetsu
- Toshie Negishi : la mère de Riko
- Megumi Ōhori : Kisaragi
- Masahiko Tsugawa : Tadashi Tanaka

## Distinctions
Le film a été présenté dans de nombreux festivals. En 2009, il a été présenté au Festival de Raindance, au Festival Kinotayo, au Festival international du film de Stockholm et au Festival du film de Glasgow. En 2010, il a été présenté au Festival Nippon Connection et au Festival du film de Hamamatsu.